# Endodothella anacardiacearum
Endodothella anacardiacearum är en svampart som beskrevs av F. Stevens 1923. Endodothella anacardiacearum ingår i släktet Endodothella och familjen Phyllachoraceae.   Inga underarter finns listade i Catalogue of Life.